# Analog signal
Analoga signaler är alla variabla signaler med kontinuitet i tid och amplitud. När en kontinuerlig signalfunktion användes för att avbilda något, exempelvis ljud, är signalens kontinuitet en analogi till kontinuiteten hos det avbildade fenomenet. Till exempel, i en analog ljudsignal, varierar den momentana signalspänningen kontinuerligt med ljudvågornas tryck.
Till skillnad från en analog signal, avbildar en digital signal ett kontinuerligt fenomen genom en följd av diskreta punkter. En analog signal skiljer sig alltså från en digital signal genom att små fluktuationer i den analoga signalen är meningsfulla. 
Analoga signaler förekommer oftast i elektriska sammanhang (TV, radio, video) men även mekaniska, pneumatiska och hydrauliska system kan använda sig av analoga signaler.

## Representation
En analog signal använder någon egenskap hos mediet för att förmedla signalens information. Till exempel använder en aneroidbarometer roterande position som signal för att förmedla tryckinformation. I en elektrisk signal kan signalens spänning, ström eller frekvens varieras för att representera informationen.
All information kan förmedlas av en analog signal; en sådan signal kan vara ett uppmätt svar på förändringar i en fysisk variabel, som ljud, ljus, temperatur, position eller tryck. Den fysiska variabeln omvandlas till en analog signal av en givare. Till exempel, ljud som träffar membranet i en mikrofon inducerar motsvarande fluktuationer i strömmen som produceras av en spole i en elektromagnetisk mikrofon eller spänningen som produceras av en kondensatormikrofon. Spänningen eller strömmen sägs vara en analog av ljudet.

## Buller
En analog signal utsätts för elektroniskt brus och distorsion som introduceras av kommunikationskanaler, inspelning och signalbehandling, vilket gradvis kan försämra signal-brusförhållandet (SNR). När signalen sänds, kopieras eller bearbetas kommer det oundvikliga bruset som introduceras i signalvägen att ackumuleras som en genereringsförlust, som progressivt och irreversibelt försämrar SNR, tills signalen i extrema fall kan överväldigas. Brus kan dyka upp som väsande och intermodulationsdistorsion i ljudsignaler, eller "snö" i videosignaler. Generationsförlusten är irreversibel eftersom det inte finns någon tillförlitlig metod för att skilja bruset från signalen.  
Konvertering av en analog signal till digital form introducerar ett lågnivåkvantiseringsbrus i signalen på grund av ändlig upplösning hos digitala system. Väl i digital form kan signalen sändas, lagras och bearbetas utan att introducera ytterligare brus eller distorsion med hjälp av feldetektering och korrigering.
Bullerackumulering i analoga system kan minimeras genom elektromagnetisk skärmning, balanserade linjer, lågbrusförstärkare och högkvalitativa elektriska komponenter.